# Leucèmia mieloide aguda
La leucèmia aguda mieloide, també coneguda com a leucèmia granulocítica o com a LAM, és un tipus de leucèmia produïda a les cèl·lules de la línia mieloide dels leucòcits, caracteritzat per la ràpida proliferació de cèl·lules anormals que s'acumulen a la medul·la òssia i interfereixen en la producció de glòbuls vermells normals. La LAM és el tipus de leucèmia aguda més comuna en adults i la seva incidència augmenta amb l'edat. Encara que la LAM és una malaltia relativament rara a nivell global, és responsable d'aproximadament l'1,2% de les morts per càncer als Estats Units, i s'espera un augment de la seva incidència a mesura que la població envelleixi.
Els símptomes de la LAM són causats per la invasió de la medul·la òssia normal, que va sent reemplaçada a poc a poc per cèl·lules leucèmiques, el que comporta un descens de glòbuls vermells, plaquetes i leucòcits normals. Els principals símptomes inclouen fatiga, dificultat per a respirar, aparició d'hematomes, dificultats en la coagulació i un augment del risc d'infecció. Tot i que ja s'han determinat certs factors de risc, encara no està clara la causa específica de la LAM. Igual que en les altres leucèmies agudes, la LAM progressa ràpidament i pot ser fatal en setmanes o mesos si no és adequadament tractada.
La LAM és una malaltia potencialment curable. No obstant això, només una minoria de pacients són tractats amb la teràpia actual. El tractament inicial consisteix en l'administració de quimioteràpia, l'objectiu de la qual és induir una remissió de les cèl·lules canceroses. Alguns pacients poden arribar a rebre un trasplantament de medul·la òssia, si s'arriba a trobar alguna persona compatible.
Actualment, la investigació relacionada amb la LAM s'està centrant a elucidar la causa de la LAM, en la identificació de millors marcadors de diagnòstic, en el desenvolupament de nous mètodes per a detectar la malaltia residual després del tractament i en el desenvolupament de noves drogues i de teràpies dirigides a dianes específiques.

## Història
El primer article publicat que descriu un cas de leucèmia en la literatura mèdica data de 1827, quan un metge francès anomenat Alfred-Armand-Louis-Marie Velpeau va descriure el cas d'una florista de 63 anys amb una malaltia els principals símptomes de la qual eren febre, debilitat, càlculs renals i hepatosplenomegàlia. Velpeau va advertir que la sang d'aquesta pacient tenia una consistència semblant a la "farineta de civada" i pensà que aquest aspecte de la sang era a causa dels glòbuls blancs. En 1845, el patòleg J.H. Bennett va reportar una sèrie de casos similars de pacients que van morir amb esplenomegàlia i canvis "en el color i la consistència de la sang". Bennett va utilitzar el terme "leucocitèmia" per a descriure aquesta condició patològica.
El terme "leucèmia" va ser encunyat per Rudolf Virchow, el famós patòleg alemany, en 1856. Pioner en l'ús del microscopi òptic en el camp de la patologia, Virchow va ser el primer a descriure l'anormal excés de glòbuls blancs en pacients amb la síndrome clínica descrit per Velpeau i Bennett. Virchow no estava segur de la causa que produïa l'excés de glòbuls blancs, pel que va decidir utilitzar el terme purament descriptiu de "leucèmia" (del grec sang blanca), per a donar-li nom a aquesta patologia.
Els avanços en la comprensió de la LAM progressaven amb el desenvolupament de les noves tecnologies. En 1877, Paul Ehrlich va desenvolupar una sèrie de tècniques de tinció de cèl·lules sanguínies que li van permetre descriure en detall i diferenciar els glòbuls blancs normals i anormals. Wilhelm Ebstein va introduir el terme "leucèmia aguda" en 1889 per a diferenciar les leucèmies progressives de les leucèmies cròniques. El terme "mieloide" va ser encunyat per Neumann en 1869, després de ser el primer a determinar que els glòbuls blancs provenien de la medul·la òssia (del grec µυєλός, myelos = medul·la) i no de la melsa. Va ser Mosler qui, deu anys més tard (1879), descrivia per primera vegada una tècnica per a examinar la medul·la òssia i diagnosticar la leucèmia. Finalment, l'any 1900, Naegli va caracteritzar els mieloblasts, que pertanyen a l'estirp cel·lular afectada en la LAM, i va dividir els tipus de leucèmia en mieloides i limfoides, segons l'estirp cel·lular sanguínia que es veiés afectada.

## Classificació
Les dos esquemes més comuns usats per a classificar la LAM des de 2006, són l'antic sistema Franc-Americà-Britànic (FAB) i el nou sistema de l'Organització Mundial de la Salut (OMS).

### Classificació de l'Organització Mundial de la Salut (OMS)
La classificació de l'Organització Mundial de la Salut (OMS) intenta ser més útil que la FAB des del punt de vista clínic. El seu objectiu és donar més informació significativa relacionada amb el pronòstic de la LAM. Cadascuna de les categories de l'OMS conté nombroses subcategories descriptives de gran interès per a l'hematopatòleg i per a l'oncòleg. No obstant això, la major part de la informació clínicament significativa es troba categoritzada en un dels cinc subtipus llistat a continuació.
Els 5 subtipus de LAM segons l'OMS són:
| Nom                                           | Descripció |
| --------------------------------------------- | --- |
| LAM amb anomalies genètiques característiques | Inclouen aquelles LAM amb translocacions entre els cromosomes 8 i 21 [t(8;21)], inversions en el cromosoma 16 [inv(16)] o translocacions entre los cromosomes 15 i 17 [t(15;17)]. Els pacients amb aquest tipus de LAM generalment presenten una elevada taxa de remissió i un millor pronòstic comparat amb altres tipus de LAM. |
| LAM amb displàsia multillinatge               | Aquesta categoria inclou els pacients que han sofert prèviament una síndrome mielodisplàstica (SMD) o mieloproliferatiu (SMP) i aquest ha derivat en una LAM. Aquest tipus de LAM té una major incidència en pacients d'edat avançada i sol presentar un pitjor pronòstic.                                                        |
| LAM i SMD associats al tractament             | Aquest categoria inclou els pacients que han estat sotmesos a quimioteràpia o radiacions, i posteriorment desenvolupen LAM o SMD. Aquestes leucèmies poden ser caracteritzades per anomalies cromosòmiques específiques i solen presentar un mal pronòstic.                                                                       |
| LAM no categoritzada                          | Inclou subtipus de LAM que no poden ser inclosos en cap de las categories anteriors. |
| Leucèmies agudes de llinatge ambigu           | En aquest tipus de leucèmia (també conegut com fenotip mixt o leucèmia aguda bifenotípica) les cèl·lules leucèmiques no poden ser classificades com mieloides o limfoides, o bé ambdós tipus de cèl·lules estan presents. |

### Classificació Franc-Americà-Britànica (FAB)
La classificació Franc-Americà-Britànica divideix la LAM en 8 subtipus, des del M0 al M7, basant-se en el tipus de cèl·lules leucèmiques que apareixen i en el seu grau de maduresa. Això es porta a terme mitjançant un examen de l'aparença de les cèl·lules leucèmiques al microscopi òptic o mitjançant tècniques citogenètiques, amb la finalitat de caracteritzar les possibles anomalies cromosòmiques. Els subtipus de LAM han mostrat diferències en el pronòstic i en la resposta a teràpia. Encara que la classificació de l'OMS (vegeu més baix) sembla més útil en molts aspectes, el sistema FAB segueix sent àmpliament utilitzat.
Els 8 subtipus de LAM segons la FAB són:
| Tipus | Nom                                                                |
| ----- | ------------------------------------------------------------------ |
| M0    | Leucèmia mieloblàstica aguda mínimament diferenciada               |
| M1    | Leucèmia mieloblàstica aguda sense maduració                       |
| M2    | Leucèmia mieloblàstica aguda amb maduració                         |
| M3    | Leucèmia promielocítica aguda (amb translocació t(15;17))          |
| M4    | Leucèmia mielomonocítica aguda (LMMA)                              |
| M4eo  | Leucèmia mielomonocítica aguda amb eosinofília a la medul·la òssia |
| M5    | Leucèmia monocítica aguda (LMoA)                                   |
| M5a   | LMoA sense diferenciació (monoblàstica)                            |
| M5b   | LMoA amb diferenciació (monocítica)                                |
| M6    | Eritroleucèmia aguda; són precursores dels glòbuls vermells        |
| M7    | Leucèmia megacariocítica aguda                                     |

## Símptomes
La major part dels símptomes de la LAM són deguts a l'increment de leucòcits cancerosos que desplacen les cèl·lules normals i interfereixen en la producció de glòbuls vermells normals de la medul·la òssia. L'absència de producció de leucòcits normals augmenta la susceptibilitat del pacient a sofrir infeccions, ja que les cèl·lules leucèmiques, a pesar de provenir de precursors leucocítics, no posseeixen les característiques immunològiques que els permetrien enfrontar-se a una infecció. El descens de glòbuls vermells causa anèmia i el descens de plaquetes pot donar lloc a problemes de coagulació.

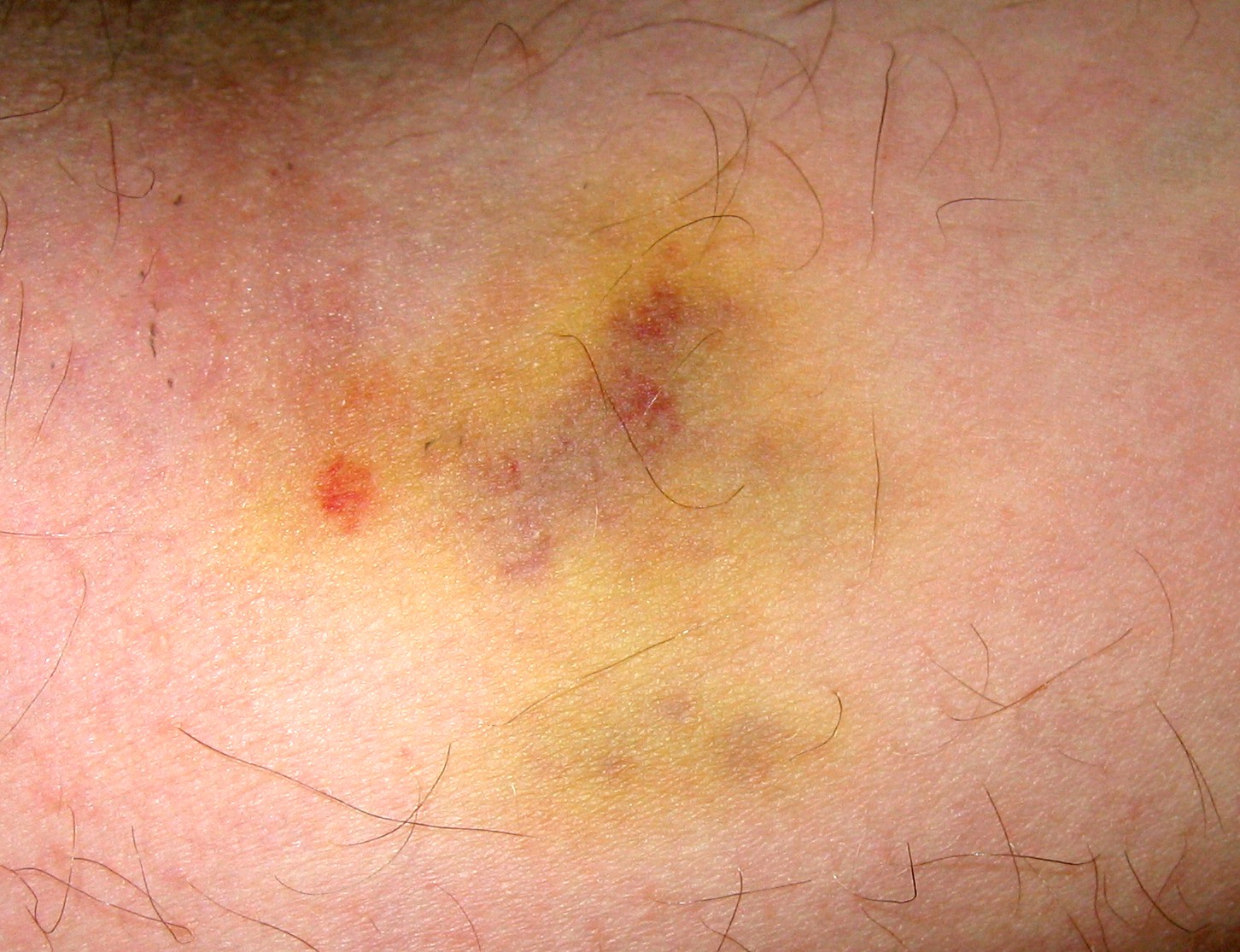
Hematoma.

Aquest tipus d'alteracions no són molt específiques de la LAM i els símptomes que produeixen podrien confondre's fàcilment amb els d'una grip o altres malalties comunes. Aquests símptomes inclouen febre, cansament, pèrdua de pes, pèrdua de l'apetit, dificultat per a respirar, aparició d'hematomes per traumes menors, aparició de petèquies (petits punts vermells en la pell causats per vessaments sanguinis subcutanis), dolor als ossos i a les articulacions i infeccions freqüents o persistents.
La LAM pot cursar amb altres símptomes addicionals. L'esplenomegàlia sol produir-se, encara que de forma suau i asimptomàtica. La inflor dels ganglis limfàtics no és comú (al contrari del que ocorre a la leucèmia aguda limfoide), però pot tenir lloc. La pell pot veure's afectada pel denominat cutis leucèmic, una infiltració de cèl·lules leucèmiques al derma. També, encara que més excepcionalment, pot presentar-se la síndrome de Sweet, una inflamació paraneoplàstica de la pell produïda per hormones o citocines secretades per les cèl·lules tumorals o per les cèl·lules del sistema immunitari en resposta al tumor.
Alguns pacients amb LAM poden experimentar inflor a les genives a causa de la infiltració de cèl·lules leucèmiques en el teixit tou de la geniva. Menys comú és que el primer símptoma de la leucèmia sigui un tumor fora de la medul·la òssia, anomenat cloroma. També pot donar-se el cas que una persona no exterioritzi cap símptoma i la leucèmia sigui descoberta accidentalment durant una anàlisi de sang rutinari.

## Epidemiologia
La leucèmia aguda mieloide és un tipus de càncer relativament poc freqüent. La seva incidència als Estats Units s'ha mantingut estable, entorn de 10.500 casos nous per any, des de 1995 fins al 2005. La LAM és la responsable de l'1,2% de les morts produïdes per càncer als Estats Units.
La incidència de la LAM augmenta amb l'edat, estant en 63 anys l'edat mitjana a la qual es diagnostica. El 90% de les leucèmies agudes en adults són del tipus LAM i solament es produeix en nens excepcionalment. La taxa de LAM associada a un tractament previ de quimioteràpia està augmentant, sent actualment la causant del 10-20% de tots els casos de LAM. La incidència és lleugerament major en homes que en dones (1,3:1).
També existeixen variacions en la incidència de la LAM geogràficament. En la població adulta, les taxes més elevades de LAM es registren a Nord-amèrica, Europa i Oceania, sent escassa la incidència a Àsia i Amèrica Llatina. Per contra, en la població infantil, la LAM és menys freqüent a Nord Amèrica i l'Índia, que en certes zones d'Àsia. Aquestes diferències poden ser degudes a factors genètics, ambientals o, més probablement, a una combinació d'ambdós.
Sembla que existeix cert risc hereditari per al desenvolupament de LAM. S'han descrit nombrosos casos de famílies la incidència de les quals a nivell familiar era més elevada que la mitjana predita per a un individu. El risc de desenvolupar LAM es veu multiplicat per tres entre pacients amb parentiu de primer grau que tinguin la malaltia.

## Etiologia
S'han identificat una sèrie de factors de risc per a l'aparició i desenvolupament de la LAM: 
- Certs trastorns relacionats amb els precursors de les cèl·lules sanguínies, tals com la síndrome mielodisplàstica o la síndrome mieloproliferativa, poden acabar desencadenant una LAM. El major o menor risc dependrà del tipus de la severitat de la síndrome.[22]

Podofilotoxina.

- L'exposició freqüent a quimioteràpia anticancerosa, en particular l'exposició a agents alquilants, pot augmentar considerablement el risc a sofrir una LAM. El major risc sobrevé uns 3-5 anys després d'haver rebut la quimioteràpia.[23] Altres agents quimioterapèutics, com la epipodofilotoxina i les antracicilines, també han estat relacionats amb la leucèmia associada al tractament quimioterapèutic. Aquest tipus de leucèmies associades a un tractament solen cursar amb anomalies molt específiques dels cromosomes de les cèl·lules leucèmiques.[24]

Penetrabilitat de les radiacions.

- L'exposició a radiació ionitzant també augmenta el risc de desenvolupar LAM. Això s'ha pogut corroborar en diverses ocasions. Els supervivents dels bombardejos atòmics sobre Hiroshima i Nagasaki van veure augmentada la taxa de desenvolupament de LAM,[25] igual que els va succeir als primers radiòlegs, que es van veure exposats a alts nivells de rajos X abans de l'adopció de les modernes mesures de seguretat per al maneig de radiació ionitzant.[26]

Benzè.

- El benzè i altres compostos orgànics aromàtics han demostrat la seva capacitat carcinogènica in vitro. No obstant això, hi ha certa controvèrsia quant al protagonisme del benzè en l'augment del risc a desenvolupar LAM. Mentre que alguns estudis han suggerit certa relació entre l'exposició a benzè i l'increment del risc a desenvolupar LAM,[27] altres estudis afirmen que aquest augment de risc és nimi.[28]
- Certes malalties congènites poden augmentar el risc de desenvolupar algun tipus de leucèmia. El cas més comú és el de la síndrome de Down, el risc de la qual de desenvolupar LAM es veu incrementat en unes 10-18 vegades respecte d'un individu normal.[29]

## Fisiopatologia
La LAM és causada per la malignització del mieloblast. En el procés normal d'hematopoesi, el mieloblast és un precursor immadur de l'estirp mieloide de glòbuls blancs. Un mieloblast normal madurarà gradualment fins a convertir-se en algun dels tipus de glòbul blanc madur. No obstant això, en la LAM, un mieloblast acumula una sèrie de mutacions en el seu genoma que li impedeixen seguir el seu procés de diferenciació cel·lular, pel que queda "congelat" en aquest estat immadur. Això encara no és suficient per a produir la leucèmia. No obstant això, quan a l'absència de diferenciació del mieloblast se sumen altres mutacions dels gens que controlen la proliferació cel·lular, el resultat és la divisió incontrolada de clons del mieloblast, que desemboca en LAM.
La gran diversitat i heterogeneïtat de tipus cel·lulars que poden observar-se en la LAM ve donada pel fet que la transformació leucèmica pot ocórrer en diferents estadis al llarg del procés de diferenciació, el que condiciona el tipus de cèl·lules canceroses que es podran trobar en un determinat pacient. Els esquemes moderns de classificació de la LAM reconeixen que les característiques i el comportament de les cèl·lules leucèmiques (i de la leucèmia) poden dependre de l'etapa en la qual la diferenciació hagi estat interrompuda.

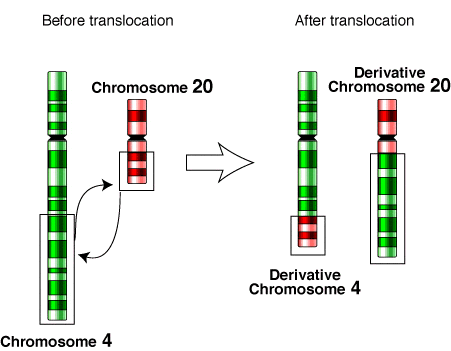
Esquema d'una translocació cromosòmica.

Molts pacients amb LAM solen presentar una sèrie d'anomalies citogenètiques específiques. Els tipus d'anomalies cromosómicas oposades poden ser suficients per a obtenir un pronòstic significatiu. Aquestes translocacions cromosòmiques poden generar noves proteïnes de fusió que, o bé perden la seva funció original, o bé exerceixen la mateixa funció però de forma incontrolada, escapant als sistemes de regulació de l'expressió gènica. Quan aquestes proteïnes alterades són certs factors de transcripció les conseqüències són la interrupció de la diferenciació i la posterior proliferació incontrolada. Per exemple, en la leucèmia promielocítica aguda (un subtipus de la LAM), la translocació t(15;17) produeix una proteïna de fusió (PML-RARα) incapaç de respondre a l'àcid retinoic. En condicions normals, la proteïna RARα es troba inhibint la transcripció d'una sèrie de gens relacionats amb el procés de diferenciació cel·lular. Quan l'àcid retinoic s'uneix a la proteïna RARα, aquesta es desenganxa de l'ADN (concretament de la regió promotora), permetent així la transcripció d'aquests gens i amb això el procés de diferenciació cel·lular del mieloblast. Per contra, la proteïna de fusió PML-RARα no és capaç d'unir àcid retinoic a concentracions fisiològiques, raó per la qual roman constantment unida a l'ADN, impedint en tot moment la transcripció dels gens i amb això el procés de diferenciació cel·lular.
Els símptomes de la LAM s'han de bàsicament a la proliferació descontrolada de cèl·lules leucèmiques que van desplaçant a les cèl·lules sanes i interfereixen en el desenvolupament de tots els tipus cel·lulars sanguinis que són originats en la medul·la òssia. A mesura que progressa la malaltia es van fent paleses una sèrie de trastorns relacionats amb la quantitat de cèl·lules sanes en sang, com són l'anèmia, la neutropènia i la trombocitopènia. En casos excepcionals, els pacients poden desenvolupar un cloroma, que és un tumor sòlid de cèl·lules leucémiques establert fora de la medul·la òssia. Això pot causar diversos símptomes segons la zona que es vegi afectada.

## Diagnòstic

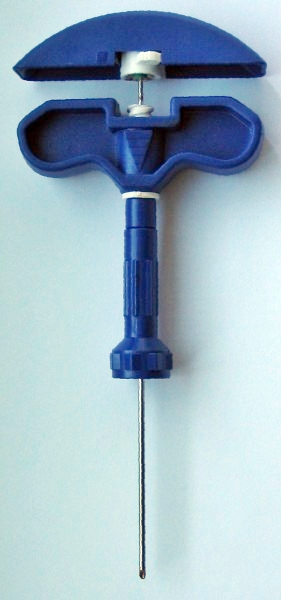
Agulla utilitzada a l'aspiració de medul·la òssia.

El primer indici en un diagnòstic de LAM és trobar anomalies en una anàlisi de sang o hemograma. A més del típic excés de glòbuls blancs (leucocitosi), la LAM sol cursar amb disminucions esporàdiques de plaquetes, eritròcits i fins i tot glòbuls blancs (leucopènia). Aquestes dades unides a la informació obtinguda després de realitzar un frotis de sang perifèrica, poden servir per a fer un primer diagnòstic de LAM, però per a obtenir un diagnòstic definitiu sol ser necessari portar a terme una aspiració de medul·la òssia i una biòpsia.
L'examen de medul·la òssia té com a objectiu identificar el tipus de glòbuls vermells anòmals. No obstant això, si hi ha moltes cèl·lules leucèmiques circulants en sang perifèrica, podria arribar a evitar-se la biòpsia de medul·la òssia. La sang, o la medul·la si escau, és examinada al microscopi òptic així com per citometria de flux amb la finalitat de poder diagnosticar quin tipus de leucèmia sofreix el pacient (LAM o altres) i classificar el subtipus. A més, es porten a terme de forma rutinària exàmens citogenètics i hibridació in situ fluorescent (FISH) amb la finalitat de determinar les possibles translocacions cromosòmiques de les cèl·lules leucèmiques.

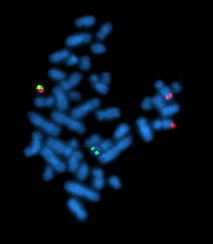
Marcatge de cromosomes en metafase mitjançant la tècnica de FISH.

El diagnòstic i la classificació de la LAM poden arribar a ser realment complicats, pel que sempre haurien de ser realitzats per un hematòleg o hematopatòleg qualificat. En els casos de diagnòstics senzills, la presència de certes característiques morfològiques (com els bastons d'Auer) o certs resultats específics de la citometria de flux ens poden permetre distingir fàcilment la LAM d'altres tipus de leucèmies. No obstant això, en absència d'aquestes característiques, el diagnòstic pot ser bastant més difícil de portar a terme.
Segons els criteris àmpliament acceptats de l'OMS, el diagnòstic de la LAM queda establert quan més del 20% de les cèl·lules observades en sang o en medul·la òssia són mieloblasts leucèmics. La LAM ha de ser diferenciada sense cap gènere de dubte respecte de certes patologies "preleucèmiques" com les síndromes mielodisplàstica i mieloproliferativa, ja que en aquests casos el tractament a seguir pel pacient és diferent.
La leucèmia promielocítica aguda (LPA) té la taxa de curació més alta i requereix una forma única de tractament, pel que és molt important establir ràpidament el diagnòstic per a determinar si ens trobem enfront d'aquest subtipus de leucèmia. La hibridació in situ fluorescent és la tècnica més adequada per a aquest propòsit, ja que ens permet identificar fàcilment si s'ha produït la translocació cromosòmica [t(15;17)] que caracteritza la LPA.

## Tractament
El tractament de la LAM es basa principalment en la quimioteràpia i està dividit en dues fases, teràpia d'inducció i teràpia de post-remissió (o consolidació). L'objectiu de la teràpia d'inducció és portar a terme una reducció del nombre de cèl·lules leucèmiques fins a nivells indetectables. L'objectiu de la teràpia de consolidació és la completa eliminació de qualsevol resta de la malaltia i assolir la curació completa del pacient.

### Teràpia d'inducció

Estructura de la citorabina.

Estructura de la idarubicina.

Des de 2006, tots els subtipos FAB de LAM, excepte el M3, reben normalment el mateix tractament quimioterapèutic amb citorabina (Aura-C) i antraciclina (daunorubicina o idarubicina). Altres alternatives inclouen únicament altes dosis d'Aura-C No obstant això, aquestes teràpies produeixen també efectes secundaris tòxics com la mielosupressió i l'increment del risc d'infecció, pel que no es recomana el seu ús en persones d'edat avançada. Aquesta primera fase d'inducció sol requerir un mes d'hospitalització des del començament del tractament quimioterapèutic fins a la recuperació dels seus efectes secundaris.
La quimioteràpia d'inducció presenta un esquema d'administració denominat "7 + 3", en el qual la citorabina és administrada de forma continuada durant els 7 primers dies i l'antraciclina durant els 3 següents. Al voltant del 70% dels pacients assoleixen una remissió amb aquest protocol d'administració.
Quant al subtipus M3 (FAB) de LAM, també conegut com a leucèmia promielocítica aguda, és gairebé universalment tractat amb la droga ATRA (all-trans-retinoic acid) de forma addicional a la quimioteràpia d'inducció. Aquests casos requereixen molta atenció per a prevenir la coagulació intravascular disseminada (CID), una complicació associada a aquest tractament, que pot donar-se si els promielocits alliberen el seu contingut al torrent sanguini. No obstant això, la LPA sol guarir-se en la majoria dels casos si se segueix un bon protocol de tractament.
L'objectiu de la fase d'inducció és arribar a una remissió completa, però això no vol dir que la malaltia sigui curada, sinó que els mètodes de diagnòstic disponibles no siguin capaços de detectar indicis de LAM (per exemple, <5% de cèl·lules leucèmiques en la medul·la òssia). La remissió completa se sol aconseguir en el 50-75% dels pacients adults diagnosticats, però aquests valors poden veure's modificats per alguns dels factors relacionats amb el pronòstic descrits anteriorment.
La durabilitat de la remissió depèn en gran manera del pronòstic de la leucèmia original. Generalment, totes les remissions fallen si no van seguides d'una quimioteràpia de consolidació (post-remissió). Això fa que la consolidació sigui una fase tan important com la inducció per a assolir la curació de la leucèmia.
En certes ocasions, el procés d'inducció ha d'administrar-se més d'una vegada. En aquests casos, assolir una remissió després d'una segona inducció no altera les possibilitats de supervivència del pacient, però el fracàs de la remissió després de la segona inducció redueix considerablement posteriors remissions de la malaltia.

### Teràpia de consolidació
Després d'aconseguir una remissió completa de la leucèmia, podria semblar que la malaltia ha desaparegut, però realment encara queden cèl·lules leucèmiques no detectables per les tècniques de diagnòstic actuals. Si en aquest punt no s'aplica una teràpia de consolidació (o post-remissió) pràcticament el 100% dels pacients sofriran una recaiguda. Per això, és imprescindible administrar aquesta segona teràpia per a eliminar qualsevol residu de la malaltia i prevenir una recaiguda.

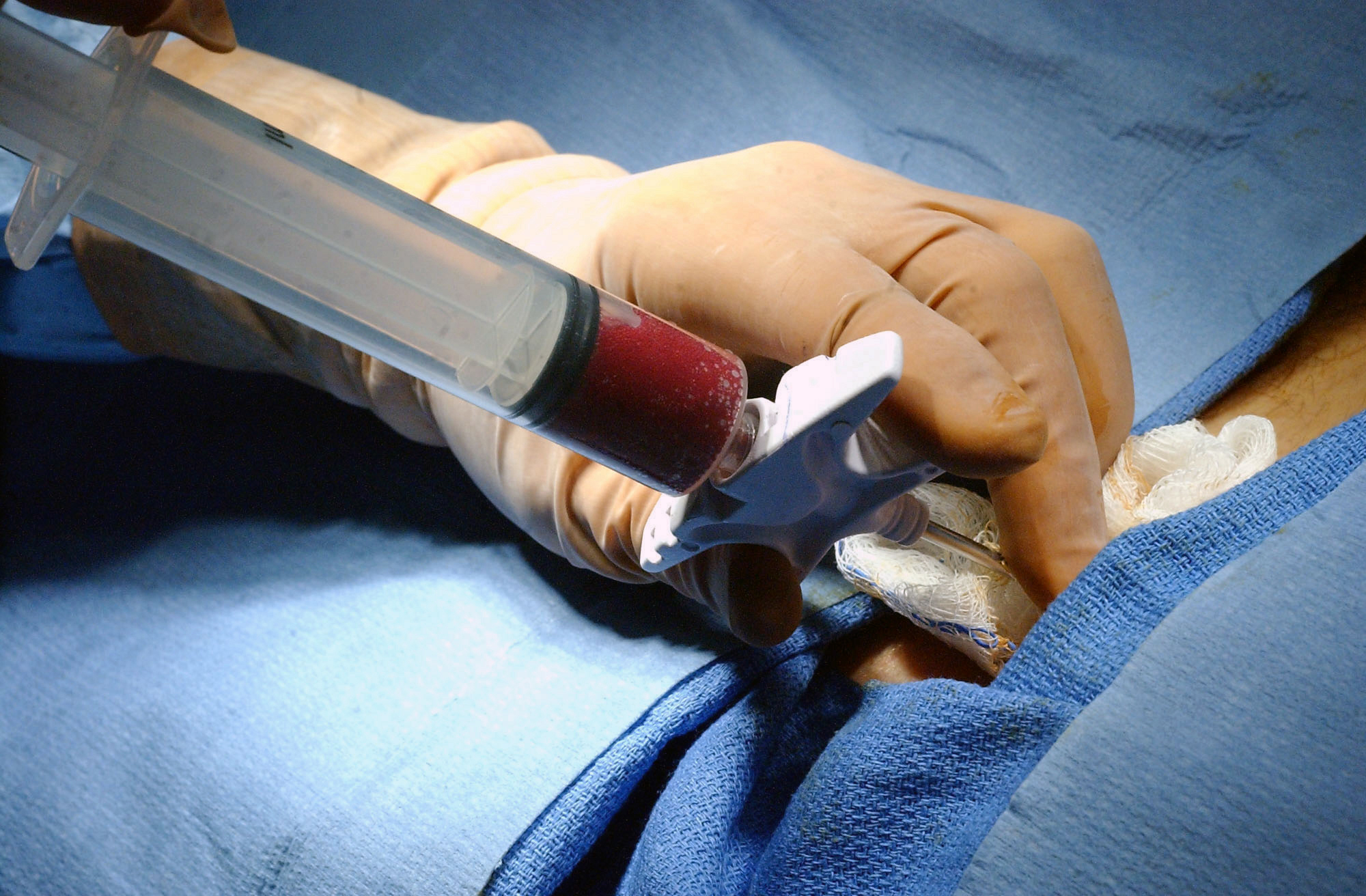
Extracció de médul·la òssia.

El tipus de teràpia de consolidació utilitzat en cada cas sol ser específic i individualitzat, basat en cada pacient en particular, segons el pronòstic que presenti, el seu estat de salut, la seva edat, etc. Per a aquelles leucèmies que presenten un bon pronòstic (per exemple, inv(16) i t(15;17)) els pacients són sotmesos a una quimioteràpia intensiva addicional de 3-5 cicles, coneguda com a quimioteràpia de consolidació. No obstant això, per a pacients amb un elevat risc de recaiguda (com aquells amb un mal pronòstic citogenètic, amb una síndrome mielodisplàstica o amb LAM associada al tractament) se sol recomanar el trasplantament de medul·la òssia, si el pacient és capaç de tolerar un trasplantament i existeix un donant compatible. Quant a la millor teràpia de consolidació aplicable a la LAM de risc intermedi (basant aquest risc en un pronòstic citogenètic) sembla que no està tan clar i entren més factors en joc com l'edat, l'estat previ de salut del pacient i la possibilitat de rebre un trasplantament de medul·la òssia.

### Recaigudes de LAM
A pesar de l'agressivitat de les teràpies d'inducció i de consolidació, només un 20-30% dels pacients assoleixen eliminar la malaltia, almenys, durant llargs períodes. Per als pacients que sofrixen una recaiguda, l'única teràpia provada potencialment curativa és el trasplantament de medul·la òssia, suposant que encara no hagin rebut dit trasplantament. En l'any 2000, un fàrmac cridat Mylotarg (gemtuzumab ozogamicin) va ser aprovat als Estats Units per a pacients majors de 60 anys amb una recaiguda de LAM i incapaços de suportar altes dosis de quimioteràpia.

Estructura de la clofarabina.

Per a aquells pacients que presentin una recaiguda de LAM i no siguin candidats a rebre un trasplantament de medul·la òssia, o bé sofreixin una recaiguda després d'haver rebut dita trasplantament (la qual cosa redueix notablement les possibilitats de rebre un tractament convencional), existeix la possibilitat d'oferir-se voluntari per a assajos clínics. En aquests assajos es proven drogues citotòxiques com la clofarabina i dianes terapèutiques com els inhibidors de farnesil transferasa, decitabina i inhibidors de MDR1 (proteïna de resistència a múltiples drogues). Altra opció per als pacients en recaiguda de LAM és simplement rebre cures pal·liatives.
Quant al tractament per a aquells pacients que sofreixin una recaiguda de leucèmia promielocítica aguda (LPA), cap destacar el triòxid d'arsènic, provat en diversos assajos i aprovat per l'Administració de Drogues i Aliments. Igual que l'ATRA, el triòxid d'arsènic no funciona amb altres subtipus de LAM.

## Pronòstic

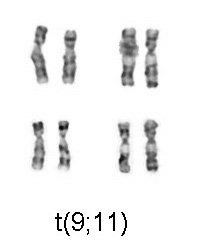
Translocació cromosòmica t(9;11), associada a la LAM.

La leucèmia mieloide aguda és una malaltia curable, la qual cosa depèn en gran manera del pronòstic de la malaltia.

### Citogenètica i pronòstic en la LAM
La citogenètica és un dels factors més importants per a poder obtenir un pronòstic fiable de la malaltia, ja que existeixen certes anomalies cromosòmiques estretament relacionades amb subtipus concrets de leucèmia (per exemple la translocació t(15;17) amb la leucèmia promielocítica aguda). No obstant això, prop de la meitat dels pacients amb LAM presenten anàlisis citogenètics "normals", pel que són inclosos dintre del grup de risc intermedi. D'altra banda, existeixen certes anomalies citogenètiques conegudes i associades a un pronòstic advers, ja que presenten un elevat risc de recaiguda després del tractament.
El primer estudi que va tractar de relacionar les proves citogenètiques amb el pronòstic va ser portat a terme pel Medical Research Council, analitzant mostres de 1.612 pacients. El seu treball va ser publicat en 1998 i pot resumir-se en la següent taula:
| Grup de risc | Anomalia                                                                                           | Supervivència després de 5 anys | Taxa de recidiva |
| ------------ | -------------------------------------------------------------------------------------------------- | ------------------------------- | ---------------- |
| Favorable    | t(8;21), t(15;17), inv(16)                                                                         | 70%                             | 33%              |
| Intermedi    | Normal, +8, +21, +22, del(7q), del(9q), Anormal 11q23, qualsevol altre canvi estructural o numèric | 48%                             | 50%              |
| Advers       | -5, -7, del(5q), Anormal 3q, Citogenètica complexa                                                 | 15%                             | 78%              |

Més tard, el Southwest Oncology Group i l'Eastern Cooperative Oncology Group, i, més tard encara, el Cancer and Leukemia Group B, van publicar, encavalcant-se entre si, una sèrie de llistes sobre pronòstic citogenètic a la leucèmia.

### Pronòstic en cas de SMD preexistent
La LAM provinent d'una síndrome mielodisplàstica o mieloproliferativa preexistent (també anomenada LAM secundària) presenta un pitjor pronòstic, igual que ocorre amb la LAM associada al tractament, després d'haver rebut quimioteràpia amb la finalitat d'erradicar un càncer previ. Ambdós casos es troben associats amb una elevada taxa d'anomalies citogenètiques desfavorables.

### Altres marcadors utilitzats per al pronòstic
Igual que ocorre en tots els tipus de càncer, la condició física i el nivell d'activitat del pacient juguen un important paper en el pronòstic de la LAM. En alguns estudis, els pacients majors de 60 anys i amb nivells alts de lactat deshidrogenasa presenten pitjor pronòstic.
Les duplicacions en tàndem internes (ITDs) FLT3 han demostrat anar associats amb un mal pronòstic en la LAM. Encara que aquests pacients siguin tractats amb les teràpies més agressives, com el trasplantament de cèl·lules mare en la primera remissió, no es veu augmentada la seva esperança de vida respecte dels no tractats, pel que el pronòstic en aquests casos és advers i incert.
Altre tema en el qual s'han centrat les investigacions ha estat la recerca del significat clínic de les mutacions del gen c-KIT, que codifica una proteïna tirosina-cinasa implicada en processos de regulació de la proliferació cel·lular, en la LAM. Aquestes mutacions són freqüents i clínicament rellevants a causa de la disponibilitat de certs inhibidors tirosina-cinasa, com el sunitinib i l'imatinib, l'acció del qual pot bloquejar farmacològicament l'activitat de c-KIT.
Altres gens que estan sent estudiats com possibles factors de pronòstic o com dianes terapèutiques són CEBPA, BAALC, ERG i NPM1.

### Expectatives de curació
Les taxes de curació en assajos clínics varien entre el 20% i el 45%. No obstant això, és necessari remarcar que aquests assajos clínics solen incloure únicament pacients joves, que són capaços de tolerar teràpies més agressives. Per això, és molt probable que la taxa global de curació de tots els pacients amb LAM (incloent a persones d'edat avançada i a persones incapaces de tolerar una teràpia agressiva) sigui bastant inferior. En canvi, la taxa de curació per a la leucèmia promielocítica aguda es troba entorn del 98%.